# Магнетострикція

Магнітострикція

Магнітостри́кція (англ. magnetostriction; нім. Magnetostriktion f; рос. магнитострикция) — явище, яке полягає в тому, що при зміні стану намагніченості тіла його об’єм і лінійні розміри змінюються. Наприклад, зміна форми або розмірів тіл (з нікелю, легованого залізонікелевого, залізокобальтового або залізоалюмінієвого сплаву, нікелевого фериту тощо) при намагнічуванні й розмагнічуванні їх, що викликана зміною взаємозв'язків між атомами в кристалічній ґратці.
Магнітострикцію використовують в магнітострикційних перетворювачах ультразвуку — пристроях, що перетворюють енергію магнітного поля на енергію механічних коливань або навпаки. Явище, зворотної магнітострикції носить назву магнетопружний ефект або ефект Вілларі (Emilio Villari, 1836—1904). Вперше ефект було досліджено Джеймсом Джоулем у 1842 році під час спостереження зразка нікелю.
Магнітострикцією зумовлене гудіння трансформаторів.

## Матеріали
Як магнітострикційні матеріали застосовують нікель, пермендюри (сплави Fe-Co, що відрізняються найвищою намагніченістю насичення), альфери (сплави Fe-Al), нікелевий і нікелькобальтовий ферити тощо.
Нікель має велике абсолютне значення коефіцієнта магнітострикції насичення lS = Dl/l=-35×10−6 (l — довжина пластини до впливу поля, Dl — зміна довжини в результаті впливу поля; знак мінус означає зменшення довжини). Звичайно застосовують нікель марки Н товщиною 0,1 мм у вигляді жорсткої необпаленої стрічки. Після вирубування пластини оксидують нагріванням на повітрі до 800оС протягом 15-25 хв. Утворена таким чином оксидна плівка служить для електричної ізоляції пластин при складанні пакета. Нікель має високі антикорозійні властивості і малий температурний коефіцієнт модуля пружності.
Також широко застосовують магнітострикційні ферити, особливо в прецизійних фільтрах.